# Triticum durum reichenbachii
Triticum durum var. reichenbachii Koern (nome completo: Triticum durum Desf. var. reichenbachii Koern) è una varietà di frumento che fa parte del gruppo dei tetraploidi (possiede 28 cromosomi).
È un frumento di antichissima coltura, di origine siciliana (vi sono tracce in antichi scritti greci).

## Caratteri morfologici
La spiga di Triticum durum var. reichenbachii è aristata, oblunga sulla faccia con rachide rigida e alquanto tenace. Presenta reste lunghe, nere alla base e gialle verso l'apice. La sua cariosside è bruna, di media lunghezza.

## Caratteri biologici
Triticum durum var. reichenbachii presenta fioritura e maturazione tardive. È mediamente resistente all'allettamento, resistente alla stretta, al carbone e alle ruggini.